# 윌리 아메스

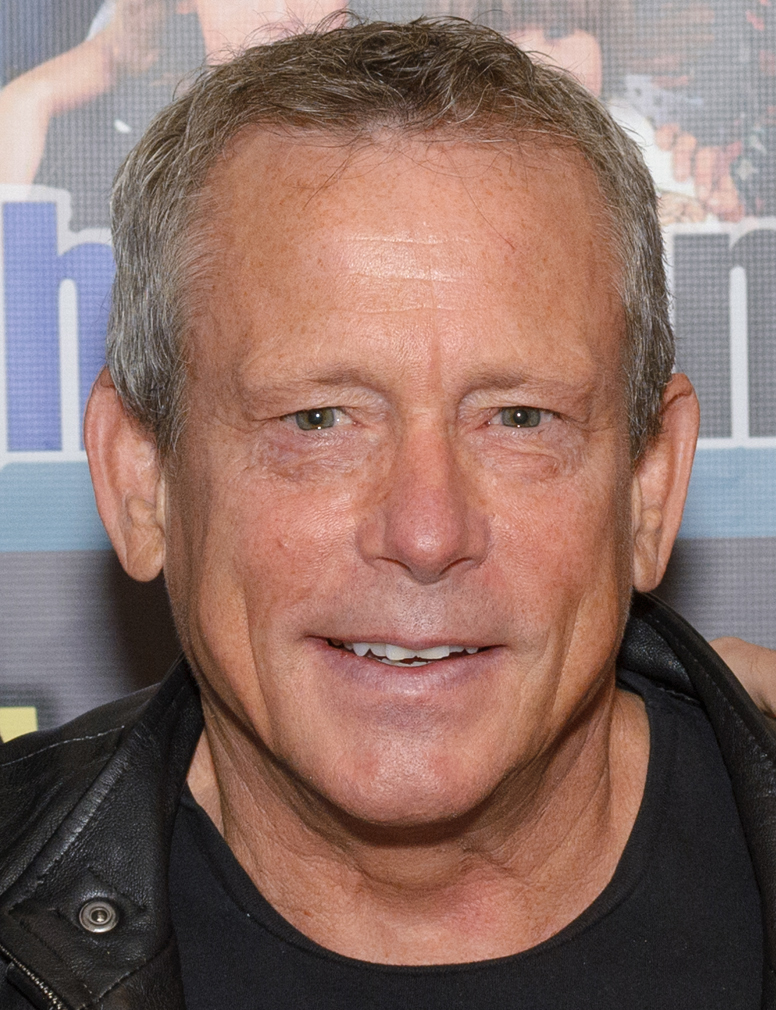

윌리 에임스(Willie Aames, 영어 발음: /eɪmz/, 1960년 7월 15일 ~ )는 미국의 배우, 각본가, 영화 감독, 텔레비전 제작자, 성우, 영화 제작자이다.
로스앤젤레스에서 태어났다.

## 방송
- 로빈슨 가족
- 닥터 게논

## 영화
- 컴백 차일드 (2003, Dickie Roberts: Former Child Star)
- 인페르노 인 디렛타 (1985년)
- 살인 기계 (1984년)
- 바니의 소동 (1982년)
- 파라다이스 (1982년)